# Wu Han
Wu Han (chinesisch 吳晗 / 吴晗, Pinyin Wú Hán; * 11. August 1909 in Zhejiang; † 11. Oktober 1969) war ein chinesischer Historiker und Schriftsteller. 
Er studierte an der Tsinghua-Universität in Peking. Als 1937 der Krieg mit Japan ausbrach, ging Wu an die National Southwestern Associated University in Kunming. Dort schrieb er eine umfassende Biografie über den Gründer der Ming-Dynastie, Zhu Yuanzhang, die 1943 veröffentlicht und 1947 erweitert und überarbeitet wurde. Er wurde zu einem führenden Intellektuellen in der demokratischen Bewegung der 1940er Jahre und zu einem viel publizierten Essayisten. Durch seine Mitarbeit in der Demokratischen Liga Chinas war er an der Gründung der Volksrepublik China 1949 beteiligt und war Vize-Bürgermeister der Stadt Peking. 
Sein berühmtester Beitrag ist ein 1959 veröffentlichter historischer Artikel über den Beamten Hai Rui, der später zum Bühnenstück Hai Rui wird seines Amtes enthoben verarbeitet wurde. Im November 1965 erschien eine scharfe Kritik dieses Stücks, die von Yao Wenyuan unterzeichnet war, jedoch von Mao Zedong stammte, der sich persönlich angegriffen fühlte und damit die Kulturrevolution auslöste.
Wu Han wurde Opfer der Kulturrevolution und starb 1969 im Gefängnis. Im Jahre 1979 wurde er rehabilitiert.

## Belege
1. ↑  Wu Han. In der Britannica Online Enzyklopädie (englisch).
2. ↑  Neubewertung des Stücks „Hai Rui wird seines Amtes enthoben“. In Beijing Rundschau, Nr. 9 vom 6. März 1979, S. 6–7.

| Personendaten    | Personendaten                                                                                          |
| ---------------- | --- |
| NAME             | Wu, Han                                                                                                |
| ALTERNATIVNAMEN  | Wú, Hán (Pinyin); Ng4, Ham4 (Jyutping); 吳晗 (chinesisch, Langzeichen); 吴晗 (chinesisch, Kurzzeichen) |
| KURZBESCHREIBUNG | chinesischer Historiker und Schriftsteller                                                             |
| GEBURTSDATUM     | 11. August 1909                                                                                        |
| GEBURTSORT       | Zhejiang                                                                                               |
| STERBEDATUM      | 11. Oktober 1969                                                                                       |